# Hakojärvi (sjö, lat 64,90, long 28,55)
Hakojärvi är en sjö i Finland. Den ligger i kommunen Suomussalmi i landskapet Kajanaland, i den centrala delen av landet, 600 km norr om huvudstaden Helsingfors. Hakojärvi ligger 232,5 meter över havet. Den är 20,5 meter djup. Arean är 1,06 kvadratkilometer och strandlinjen är 11,19 kilometer lång. Sjön  ingår i Uleälvens huvudavrinningsområde. 